# نرگس شاعرانه
نرگس شاعرانه (انگلیسی: Narcissus poeticus) یکی از اولین نرگس‌ها بود که کشت شد و اغلب به عنوان نرگس دوران باستان شناخته می‌شود.